# Зайцев, Дмитрий (дьяк)
Дмитрий Зайцев (XV, Великое княжество Московское) ― дьяк, дипломат.
Летом 1493 года послан был великим князем московским Иоанном III Васильевичем вместе с греком Дмитрием Ралевым Палеологом к королю Дании Иоганну для заключения договора «о любви и о братстве». Встал вопрос об обмене договорными грамотами, и поручение великого князя было успешно выполнено Зайцевым и Палеологом, так как летописец говорит, что они «короля к целованию приведоша на докончалных грамотах и грамоты розоимаша докончалные». Летом 1494 года Зайцев вернулся в Москву вместе с датским послом Давидом.